# オーヴァル・H・ハンセン
オーヴァル・ハワード・ハンセン（Orval Howard Hansen、1926年8月3日 - 2017年11月2日）はアメリカ合衆国・アイダホ州出身の政治家（共和党）。アイダホ州第2選挙区選出の米国下院議員として3期（1969年-1975年）の任期を務めた。

## 経歴
アイダホ州ファースで、リリー・ドロシー・ミリアム（旧姓ワールクイスト）とファレル・L・ハンセンの間に生まれた。母はスウェーデン系アメリカ人、父はデンマーク系アメリカ人である。ハンセンはアイダホ・フォールズの公立高校を卒業後、第二次世界大戦発生を機に海軍へ入隊した。退役後はアイダホ大学に進み学士号を取得し、1954年にはワシントンD.C.のジョージ・ワシントン大学ロー・スクールを卒業して法務博士を授与された。ロータリー財団フェローとしてロンドン・スクール・オブ・エコノミクスに留学した後、アメリカに戻って弁護士として活動した。

### 政治家
1957年、共和党員としてアイダホ州下院議員に選出され、4期の任期を務めた。議員任期中はアイオワ州立法審議会の設立に尽力し、同審議会の初代議員も務めたほか、共和党のロバート・スマイリー州知事と共にアイダホ州立公園局を設立した。1961年から1962年まで下院多数党院内総務も務めている。1962年、アイダホ州第2選挙区から連邦下院議員選挙に出馬。6月の共和党予備選ではジョン・サンボーン元下院議員らを破って党指名を獲得したが、本選挙では現職のラルフ・ハーディングに敗れた。落選後は州議会に復帰し、州下院議員(1期)、州上院議員(1期)を務めた。1968年に再び連邦下院議員選挙に出馬して当選を果たす。
同じ州から選出された議員が超党派で協力して州の問題の解決にあたるというシステムが政治的理想と考えられていたが、ハンセンの下院議員時代はこの理想を体現したものだとツイン・フォールズ・タイムズニュース紙は評価している。実際にソートゥース・バレーとスタンレー・バレーの自然保護については、超党派の協力が実現してソートゥース国立保養地（Sawtooth National Recreation Area）の設置という成果を得ている。ハンセンは政界引退後のインタビューで、議員同士で構築されていた良好な人間関係が、意見の相違の解消に役立ったと述べている。なお、ハンセンが下院議員として活動した第91議会、第92議会、第93議会において、非共和党員であったのはフランク・チャーチ上院議員(民主党)のみであった。

### 議員引退後
1974年、4期目を目指して出馬するも、共和党予備選でジョージ・ハンセンに敗れ、政界を離れた。議員引退後は弁護士として活動していたが、1979年にコロンビア政治研究所を設立し、25年間で250以上の政策・経済会議を開催した。会議で扱われたテーマは、医療、エネルギー、民主主義など多岐にわたり、政治家・実業家・学者のほか、シモン・ペレス元首相なども参加している。2000年に同研究所は閉鎖された。
晩年は登山やマラソンといった趣味に励み、2016年に回顧録として"Climb the Mountains: A Memoir".を執筆している。2017年11月2日、ボイシの自宅で癌の合併症のため91歳で死去した。

## 選挙結果
| 年     | 民主党                  | 票数   | 得票率 |  | 共和党               | 票数    | 得票率 |  | その他           | 政党           | 票数  | 得票率 |
| ------ | ----------------------- | ------ | ------ |  | -------------------- | ------- | ------ |  | ---------------- | -------------- | ----- | ------ |
| 1962年 | ラルフ・R・ハーディング | 83,152 | 52.8%  |  | オーヴァル・ハンセン | 74,203  | 47.2%  |  |                  |                |       |        |
|        |                         |        |        |  |                      |         |        |  |                  |                |       |        |
| 1968年 | ダレル・V・マニング     | 54,256 | 43.9%  |  | オーヴァル・ハンセン | 65,029  | 52.6%  |  | Joel Anderson    | アメリカ独立党 | 4,377 | 3.5%   |
| 1970年 | マーデン・E・ウェルズ   | 31,872 | 31.6%  |  | オーヴァル・ハンセン | 66,428  | 65.8%  |  | Joel Anderson    | アメリカン党   | 2,625 | 2.6%   |
| 1972年 | ウィリス・H・ラドロー   | 40,081 | 27.0%  |  | オーヴァル・ハンセン | 102,537 | 69.2%  |  | John L. Thiebert | アメリカン党   | 5,560 | 3.8%   |

## 親族
妻: ジューン(旧姓:ダンカン) - 女優。ヘレン・ヘイズ賞助演女優賞(2000年)。
息子: ジム・D・ハンセン - アイダホ州下院議員(1988年-1994年)、連邦下院議員選挙民主党候補(アイダホ2区; 2006年)。

## 出版物
- Orval Howard Hansen (2016). "Climb the Mountains: A Memoir". Hansen Press.
- Orval Howard Hansen & Ellen Miller (1987). "Congressional Operations: The Role of Mail in Decision Making in Congress".  Center for Responsive Politics.